# Ә (слово ћирилице)
Шва или „обрнуто Е” (Ә, ә) је слово ћириличног алфабета, изведено из латиничног слова шва (Ə, ə). Користи се у: абхазшком, башкирском, дунганском, ителменском, калмишком, казашком, курдијском, ујгурском и татарском. Такође је коришћено у азербејџанском, каракалпакстанском и туркменистанском језику пре него што су прешли на латинично писмо. Азербејџански и неки други алфабети латиничног порекла садрже слово сличног изгледа (Ə, ə).
У многим туркичким језицима као што су: азербејџански, башкирски, казашки, ујгурски и татарски као и калмички и хиналушки језик, представља скоро отворени предњи неосновани самогласник /ӕ/, као што је изговор слова ⟨а⟩ у енглеској речи „cat”. Често се транслитерише као ⟨ä⟩, међутим у казашком, транслитерише се као ⟨á⟩.
У дунганском, оно представља леђни необрађени самогласник /ɤ/.
У курдијском, оно представља шва /ə/ или звук /ε~a/.
У абхазшком, то је модификовано слово, које представља лабијализацију предходног консонанта / ʷ /. Диграме са ⟨ә⟩ третирају се као слова и имају одвојене позиције у алфабету. Транслитерирано је на латиницу као високи прстен ⟨˚⟩.